# Sireköpinge distrikt
Sireköpinge distrikt är ett distrikt i Svalövs kommun och Skåne län. 
Distriktet ligger väster om Svalöv. 

## Tidigare administrativ tillhörighet
Distriktet inrättades 2016 och utgörs av socknen Sireköpinge i Svalövs kommun.
Området motsvarar den omfattning Sireköpinge församling hade vid årsskiftet 1999/2000.